# Hamoudi-moskee
De Hamoudi-moskee (Arabisch: مسجد الحمودي) is een moskee in de stad Djibouti, in Djibouti.
De moskee werd in 1897 gebouwd door Haji Hamoudi. Het is een van de oudere nog staande moskeeën in de hoofdstad.
De Hamoudi-moskee biedt plaats aan maximaal 1.000 gelovigen.